# Interconnexion électrique France-Espagne Baixas - Santa Llogaia
L'interconnexion électrique France-Espagne connue sous le nom de projet INELFE Baixas - Santa Llogaia (acronyme pour INterconnexion ELectrique France-Espagne) est une ligne à courant continu à haute tension reliant le poste électrique de Baixas en France à celui de Santa Llogaia en Espagne inaugurée en 2015. Elle utilise la technologie VSC multi-niveaux, c'est-à-dire en source de tension. La liaison est réalisée à l'aide de deux câbles électriques en parallèle de tension ±320 kV, d'une longueur d'environ 65 km. Son tracé longe l'autoroute AP-7 et la ligne LGV avant d'emprunter sa galerie technique du tunnel.
Sa puissance est au total de 2 GW. Les opérateurs de la ligne sont les gestionnaires de réseaux français et espagnol RTE et REE. Son budget total est de l'ordre de 700 millions d'euros. Sa construction a été soutenue et financée en partie par l'Union européenne.

## Historique

### Contexte

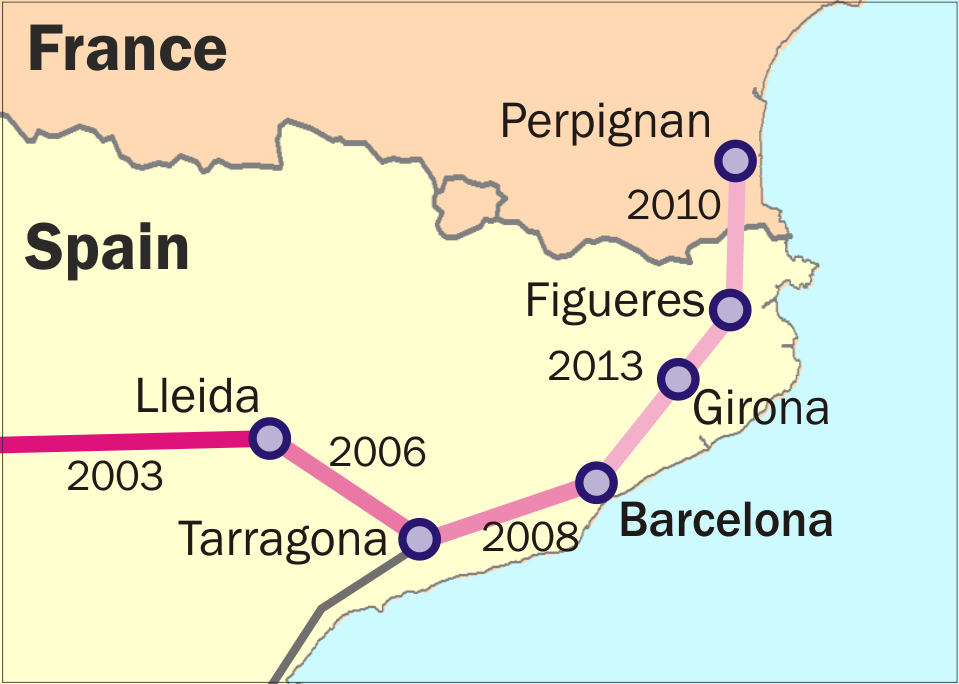
Inelfe longe la ligne de LGV de Perpignan à Figueras

La frontière France-Espagne est traversée de quatre lignes électriques en 2013 (dont la plus récente a été construite en 1982) : à l'Ouest Argia-Hernani 400 kV, Argia-Arkale 225 kV et Biescas-Pragnères 225 kV, à l'Est Baixas-Vic 400 kV, ce qui représente une capacité maximale de seulement 1 400 MW, soit 3 % de la demande maximale en électricité de la péninsule Ibérique.
L’Espagne et la France ont cherché à développer la production et l’utilisation d’énergies renouvelables, et plus particulièrement l’énergie éolienne. L’augmentation de la production d’énergies renouvelables, qui est très variable et dispersée géographiquement, exige un haut niveau d’interconnexion. La capacité d’échange d’électricité entre deux pays augmente leur possibilité d’utiliser les énergies renouvelables dans des conditions de sécurité optimisées. L'interconnexion a également pour objectif d'améliorer la sécurité et la stabilité du réseau électrique des deux côtés de la frontière et en particulier l'alimentation électrique de la ligne LGV.

### Décisions politiques et concertations publiques
En octobre 2001, lors du sommet de Perpignan, les gouvernements français et espagnol, dirigés alors respectivement par Lionel Jospin et José María Aznar, s'engagent à porter la capacité d'interconnexion entre les deux pays à 2 800 MW dans un premier temps, puis à 4 GW dans un second temps,.
En 2003, la commission nationale du débat public (CNDP) a organisé un débat sur une ligne électrique en courant alternatif entre la France et l'Espagne. Le projet rencontre alors une forte opposition, qui pousse la ministre de l'industrie de l'époque à renoncer.
Après plusieurs essais infructueux, les gouvernements des deux pays, dirigés respectivement par François Fillon et José Luis Zapatero, trouvent un accord à Saragosse le 27 juin 2008 qui pose les caractéristiques principales du projet. Le médiateur du projet était Mario Monti,.
Une nouvelle concertation publique a ensuite eu lieu de début 2009 à début 2010. Elle a permis de décider du tracé afin d'avoir le minimum d'impact. Elle a été marquée par la préoccupation des associations de riverains envers le champ électromagnétique produit par le câble. RTE a répondu que le champ électrique hors du câble est nul, tandis que celui magnétique est proche du champ naturel terrestre,.

### Appel d'offres
Un conglomérat composé de Siemens, pour les postes de conversion, et de Prysmian pour les câbles électriques a remporté l'appel d'offres de l'installation. Le contrat leur a été attribué le 16 décembre 2010.
La ligne est officiellement inaugurée le 20 février 2015.

## Technologie
L'installation a été construite par un conglomérat composé de Siemens, pour les postes de conversion, et de Prysmian pour les câbles électriques. Le contrat leur a été attribué le 16 décembre 2010.
Les réseaux alternatifs français et espagnol ont une tension nominale de 400 kV. Les postes de conversion utilisent la technologie à source de tension multi-niveaux qui offre l'avantage de produire très peu d'harmoniques. Après le projet Trans Bay Cable aux États-Unis qui avait une puissance moindre, il s'agit de la seconde installation de ce type dans le monde. La tension utilisée est ±320 kV. Pour atteindre la puissance de 2 GW deux stations d'un GW chacune ont été construites en parallèle. On a donc 4 câbles qui sortent des postes de conversion qui sont regroupés deux par deux pour former la liaison longue distance de deux câbles. Inelfe a donc une configuration en monopôle double.
Les deux postes ont des conceptions légèrement différentes pour respecter les normes de chaque pays.
Les deux câbles électriques sont enterrés dans des tranchées sur l'ensemble du tracé à l'exception de la traversée de la galerie technique du tunnel de la ligne LGV, empruntée sur 8,5 km qui passe sous les Pyrénées. Le câble en XLPE a été livré en tronçons d'environ 2 km chacun.
La galerie technique parallèle à la ligne LGV a été creusée spécialement pour accueillir le projet par la société HVDC.

## Financement
Le budget total du projet est de l'ordre de 700 millions d'euros. Le projet étant labellisé projet d'intérêt européen l'Union européenne en finance 225 millions dans le cadre du programme EEPR (European Energy Program for Recovery). La banque européenne d'investissement (BEI) a de son côté prêté  350 millions d'euros.

## Conséquences
Avec Inelfe, la capacité de l'interconnexion France-Espagne a progressé de 1 400 à 2 800 MW, soit 6 % de la demande maximale de la péninsule Ibérique. L'Union européenne recommande 10 %,. La coentreprise Inelfe est détenue à 50 % par RTE et 50 % par REE. RTE envisage d'augmenter encore la capacité d'interconnexion vers les 4 GW à l'horizon 2020.
Ce type de connexion peut permettre à la Catalogne de récupérer plus rapidement en cas de panne de courant européenne de 2025.